# إبراهيم حسن ناصر
ابراهيم حسن ناصر (1961 الشرقاط – يناير 1987) هو كاتب وشاعر عراقي

## سيرة
ولد في قرية سديرة وسطى قضاء الشرقاط بمحافظة صلاح الدين العراقية عام 1961، واكمل دراسته الثانوية عام 1980. حصل عام 1984 على شهادة بكالوريوس إعلام من كلية الآداب – جامعة بغداد، والتحق بعد تخرجه من الجامعة مباشرة بالخدمة العسكرية وتخرج من كلية الضباط الاحتياط برتبة ملازم عام 1985.
شارك في معظم المعارك التي جرت دفاعاً عن مدينة البصرة ومعارك الفاو، قُتل في معركة الحصاد الأكبر (الحرب العراقية الإيرانية) في شهر كانون الثاني/يناير عام 1987 عن عمر 26 عام.

## أعماله
قام بتأسيس برفقة الكاتبين أبناء أخيه الراحل حسن مطلك وشقيقه محسن الرملي ومجموعة من المثقفين منتدى اسديرة الثقافي.
نشر عشرات القصص في معظم الصحف العراقية، وبعد رحيله صدرت له رواية «شواطئ الدم شواطئ الملح» والتي فازت بجائزة احسن رواية عراقية عام 1988.

### المؤلفات
- شواطئ الدم شواطئ الملح «رواية»[6] [7]
- صدى مكحول «رواية».[8]
- المقعد الخالي «مجموعة قصصية»
- الوادي العميق «مجموعة قصصية».
- اليوم الأخير «مجموعة قصصية».
- استغاثة ليل «مجموعة قصصية».
- الثوب الاحمر «مجموعة قصصية».

### اقتباسات
- «الحرب فكرة تبدأ في رؤوس القادة وتنتهي في قلوب الأمهات والأرامل والأيتام» .
- «أشم رائحه الأهل تنبعث من طين البيوت عطش دائم إلى الذكريات»
- «في النضال لا تكن شجرة برتقال ... كن مثل النخيل أنه يتحمل الأعداء»
- «عندما تكون المصالح فوق الشرف تسقط القيم ويرتفع النفاق فوق الجبين»
- «حين أموت تخرج العشيرة في جنازتي فزعه وتعود أدراجها ضاحكة»
- لا أدري لماذا تكون الغيوم سوداء وهي محملة بالماء ؟ لمـــــــاذا تكون سوداء وهي مصدر الخير ؟ أيكون التشاؤم الاسود مبعثاً للخير ؟ لعل هذا هو السبب الذي جعل بعض الناس يرتدن الأسود ...

## الجوائز
«شواطئ الدم.. شواطئ الملح» فازت بجائزة احسن رواية عراقية عام 1988 بعد رحيله
الثوب الأحمر حازت على جائزة القصة مناصفة مع قصه أخرى 1 /8 1984